# Petteri Koponen
Petteri Koponen (* 13. dubna 1988 Helsinky) je finský basketbalista hrající na pozici křídla za FC Barcelona.
Ve Finsku hrál za kluby Malmin Super-Koris a Espoo Honka, s nímž vyhrál ligu v letech 2007 a 2008. V roce 2007 se zúčastnil Nike Hoop Summit a byl draftován klubem Philadelphia 76ers. V letech 2008-2012 hrál za italský Virtus Bologna, kde získal FIBA EuroChallenge 2009. Od roku 2012 působil v ruském BK Chimki, v roce 2015 s ním vyhrál FIBA EuroChallenge a byl zvolen do ideální pětky soutěže. V roce 2016 odešel do Barcelony.
Za finskou reprezentaci hrál na mistrovství Evropy v basketbalu mužů 2011 (9. místo), mistrovství Evropy v basketbalu mužů 2013 (9. místo), mistrovství Evropy v basketbalu mužů 2015 (16. místo) a mistrovství Evropy v basketbalu mužů 2017 (11. místo), také na mistrovství světa v basketbalu mužů 2014 (22. místo). Šestkrát byl zvolen nejlepším basketbalistou Finska.